# Classix Nouveaux
Classix Nouveaux est un groupe de synthpop britannique, originaire de Londres. Formé en 1979 et stoppé en 1985, leur succès est plus important en Europe de l'Est qu'en Angleterre, leur pays d'origine, où ils ne percent le top 40 qu'une fois, avec Is it a Dream ? en 1982. Avec trois albums à son actif, Classix Nouveaux est l'un des outsiders les plus connus de la synthpop britannique des années 1980.

## Biographie

### Formation (1979)
Classix Nouveaux est formé en 1979. Il est composé notamment de deux ex-membres du groupe de punk rock X-Ray Spex : le guitariste Jak Airport et le batteur BP Hurding. Deux autres membres viennent renforcer la formation : le bassiste Mik Sweeney et le chanteur et leader du groupe, Sal Solo. Leur premier concert a lieu en août 1979.
Classix Nouveaux se retrouve ainsi parmi les pionniers du mouvement des Nouveaux Romantiques, aux côtés d'autres formations comme Japan ou Ultravox. Le groupe dispose d'un atout important avec Sal Solo : outre une voix puissante lui permettant des chants graves comme très aigus, ce dernier arbore un look qui ne passe pas inaperçu : profitant de sa grande taille et de sa complète calvitie, il aime s'habiller dans un registre hésitant entre le moine et le vampire, des personnages sombres et inquiétants. 

### Débuts et succès (1980–1982)
En 1980, le groupe sort deux singles indépendants qui vont lui permettre d'attirer l'attention : Nasty Little Green Men et The Robots Dance. Grâce à eux, Classix Nouveaux signe chez EMI et connait son premier hit en février 1981 avec Guilty (43e), un morceau mêlant des sonorités synthétiques et rock, avec une batterie claire et rapide. Ce coup de projecteur leur permet notamment de faire la couverture du magazine Smash Hits en avril 1981. Malheureusement, le groupe peine à transformer l'essai : en mai 1981, le peu convaincant Tokyo est un échec (67e), tout comme leur premier album Night People, sorti au même moment (66e). Manquant d'originalité et surtout d'une véritable signature sonore, l'album divise les critiques. 
Classix Nouveaux renoue avec un succès relatif dès le mois d'août 1981 avec Inside Outside (45e), dernier extrait de leur premier album. En novembre 1981, le groupe peine de nouveau à atteindre le top 40 avec Never Again (44e), premier extrait de leur prochain album. Malgré des critiques encourageantes, Classix Nouveaux ne donne pas l'impression d'évoluer et souffre de la concurrence redoutable de groupes plus créatifs : Soft Cell, Human League, Ultravox, Japan, Visage ou encore Adam and the Ants, Spandau Ballet et Duran Duran : la liste est longue et le groupe a du mal à trouver sa place.
De plus, leurs ventes modestes ne leur permettent pas réellement de s'offrir des clips vidéos avant 1982, à l'exception de Guilty. Mais la consécration arrive enfin en mars 1982 avec Is It a Dream ? (11e), qui restera leur morceau le plus connu et le plus vendu. Naviguant vers un son plus synthétique et mélodieux, profitant du charisme mystérieux de Sal Solo et d'un véritable clip plutôt réussi, Classix Nouveaux semble avoir enfin trouvé une image et un son. Le deuxième album, La Vérité (44e), sort en avril 1982. Les ventes demeurent timides mais la progression est visible : l'album est plus homogène et les critiques sont plus favorables.

### La VéritéetSecrets(1983)
Classix Nouveaux commet la même erreur que précédemment : le dernier extrait de cet album arrive en mai 1982. Because You're Young (43e) semble marquer un profond retour en arrière et apparaît complètement dépassé dès sa sortie. L'arrivée d'un cinquième membre, le guitariste Gary Steadman, ne suffit pas à attirer l'attention. 
En octobre 1982, Classix Nouveaux tente de reconquérir le public avec un titre au nom évocateur et prémonitoire : The End... or the Beginning ? (60e). Renouant avec les sonorités mélodieuses et l'ambiance mystérieuse de Is It a Dream ?, accompagné de ce qui est sans doute leur meilleur clip, le titre sera toutefois un échec et également leur dernière présence dans les charts britanniques. Il est trop tard : leurs rivaux ont déjà évolué, tandis que de nouveaux groupes comme Culture Club ou Wham sont en train de lancer ce qui sera appelé la new pop, avec des textures gaies et colorées. 
Pourtant, le meilleur est à venir : en 1983, Classix Nouveaux semble avoir tiré les leçons de ses échecs et revient avec un troisième album, Secret, accompagné par l'un de ses meilleurs titres, Never Never Comes. Tout comme le single suivant, Forever and a Day, ces trois sorties n'accèderont même pas au Top 100 des charts britanniques.
Malgré une carrière en demi-teinte sur leur sol natal, Classix Nouveaux connaîtra un succès éclatant en Europe de l'Est avec plusieurs n°1, mais aussi dans d'autres pays comme le Portugal, l'Islande ou Israël. En Pologne, ils joueront notamment devant plus de 20 000 personnes.

### Séparation (1983–1985)
Déçu de ne pas avoir su conquérir le marché britannique, Sal Solo part en pèlerinage en Italie à la fin de l'année 1983, accompagné du bassiste Nick Beggs dont le groupe Kajagoogoo venait, lui aussi, de connaître un sérieux revers avec l'éviction de leur leader égocentrique, Limahl. Renouant avec ses racines catholiques et son éducation stricte, Sal Solo connaît une véritable révélation dans le petit village de San Damiano, lieu de leur pèlerinage.
Lançant sa propre carrière dans le registre peu commercial de la musique religieuse, Sal Solo sort son premier titre en décembre 1984 : San Damiano (15e), hommage à la ville de son pèlerinage, est ironiquement un véritable hit pour la période de Noël 1984, restant même dans les charts plus longtemps que n'importe quel titre de Classix Nouveaux, avec 11 semaines contre 9 pour la plus forte vente de son groupe, qu'il dissout dans la foulée.
En mars 1985, Sal Solo fait une ultime apparition dans les charts britanniques avec Music and You (52e). Un premier album verra le jour, suivi d'une dizaine d'autres, toujours dans le registre religieux. Sal Solo enregistrera également trois albums avec un groupe français, les Rockets, entre 1985 et 1992.

## Discographie

### Albums studio
- 1981 : Night People
- 1982 : La Verité
- 1983 : Secret
- 2023 : Battle Cry

### Compilations
- 1997 : The Very Best of Classix Nouveaux
- 2006 : The River Sessions (Live à l'Université de Strathclyde le 24 avril 1982)
- 2010 : The Liberty Singles Collection
- 2021 : The Liberty Recordings 1981-83 (Coffret 4CD inclus les 3 albums studio + faces B, versions longues,singles,...)

### Singles
- 1980 : The Robots Dance
- 1980 : Nasty Little Green Men
- 1981 : Guilty
- 1981 : Toyko
- 1981 : Inside Outside
- 1982 : Never Again (The Days Time Erased)
- 1982 : Is It a Dream
- 1982 : Because You're Young
- 1983 : The End... or the Beginning
- 1983 : Forever and a Day
- 1983 : Never Never Comes